# Hammam Soukhna
Oued El Barad (în arabă حمام السخنة) este o comună din provincia Sétif, Algeria.
Populația comunei este de 13.439 de locuitori (2008).